# Herpoperasa
Herpoperasa là một chi bướm đêm thuộc họ Erebidae.